# SN 1971K
SN 1971K – supernowa typu II*-P odkryta 19 czerwca 1971 roku w galaktyce NGC 3811. Jej maksymalna jasność wynosiła 16,20m.